# NBoc-DMT
NBoc-DMT，或称为NB-DMT，化学名：N1-叔丁氧羰基-N,N-二甲基色胺（英語：N1-tert-butoxycarbonyl-N,N-dimethyltryptamine）是一种含氮有机化合物，化学式C
17H
24N
2O
2，为N,N-二甲基色胺的衍生物，可作为迷幻药物。